# 妮娜·巴德里奇
妮娜·巴德里奇（Nina Badrić，發音：[nîna bâdrit͡ɕ]，1972年7月4日—），克羅地亞女歌手，1990年代初出道，曾4度參加歐洲歌唱大賽，並於2003年得到第2名的成績。

## 外部連結
- 妮娜·巴德里奇的Discogs页面（英文）